# Гиперболическая ортогональность

Евклидова ортогональность сохраняется при вращении на левой диаграмме; гиперболическая ортогональность относительно гиперболы (В) сохраняется при гиперболическом вращении на правой диаграмме

Гиперболическая ортогональность — понятие в Евклидовой геометрии. Две линии называются гиперболически ортогональными, когда они являются отражением друг от друга по асимптоте данной гиперболы.
На плоскости часто используются две особые гиперболы:
(A) xy = 1 при y = 0 как асимптота.
При отражении по оси x, линия y = mx становится y = -mx .
В этом случае линии являются гиперболическими ортогональными, если их угловые коэффициенты являются противоположными числами.
(B) x2 — y2 = 1 при y = x как асимптота.
Для линий y = mx при −1 < m < 1, когда x = 1/m, то y = 1.
Точка (1/m , 1) на линии отражается через y = x в (1, 1/m).
Поэтому отраженная линия имеет наклон 1/m, а угловые коэффициенты гиперболических ортогональных линий — обратные друг для друга.
Отношение гиперболической ортогональности фактически применяется к классам параллельных прямых на плоскости, где любая конкретная линия может представлять класс. Таким образом, для данной гиперболы и асимптоты A пара прямых (a, b) являются гиперболическими ортогональными, если существует пара (c, d) такая, что {\displaystyle a\rVert c,\ b\rVert d}, а c — это отражение d через A.
Свойство радиуса, ортогонального к касательной на кривой, расширяется от круга на гиперболу при помощи понятия гиперболической ортогональности.
С момента появления в 1908 году пространства-времени Минковского была введена концепция гиперболически ортогональных к линии времени (касательная к мировой линии) точек в плоскости пространства-времени, для определения одновременности событий относительно заданной линии времени. В исследовании Минковского используется гипербола типа (B). Два вектора {\displaystyle x,y,z,t\quad {\text{и}}\quad x_{1},y_{1},z_{1},t_{1}} являются нормальными (в смысле гиперболической ортогональности) когда
{\displaystyle c^{2}t\ t_{1}-x\ x_{1}-y\ y_{1}-z\ z_{1}=0.}
Где c = 1, y и z равны нулю, x ≠ 0, t1 ≠ 0, то {\displaystyle {\frac {t}{x}}={\frac {x_{1}}{t_{1}}}}.
В аналитической геометрии для описания ортогональности используется билинейная форма, причем два элемента ортогональны, когда их билинейная форма обращается в нуль. В плоскости комплексных чисел {\displaystyle z_{1}=u+iv,\quad z_{2}=x+iy}, билинейная форма есть {\displaystyle xu+yv}, тогда как в плоскости гиперболических чисел {\displaystyle w_{1}=u+jv,\quad w_{2}=x+jy,} билинейная форма есть {\displaystyle xu-yv.}
Два вектора z1 и z2 в комплексной плоскости, и w1 и w2 в гиперболической плоскости называются соответственно евклидово ортогональными и гиперболически ортогональными, если их соответствующие внутренние произведения билинейных форм равны нулю.
Для данной гиперболы с асимптотой А, ее отражение в А дает сопряженную гиперболу. Любой диаметр исходной гиперболы отражается в сопряженный диаметр. В теории относительности направления, заданные сопряженными диаметрами, берутся в качестве пространственных и временных осей.
Как писал E. Т. Уиттакер в 1910 году, «гипербола не изменяется, если любая пара сопряженных диаметров принимается за новые оси, а новая единица длины берется пропорционально длине любого из этих диаметров». На этом принципе относительности он затем написал преобразования Лоренца в современной форме с использованием понятия быстрота.
Эдвард Б. Уилсон и Гилберт Н. Льюис разработали концепцию в рамках синтетической геометрии в 1912 году. Они отмечают, что «в нашей плоскости ни одна пара перпендикулярных гиперболически-ортогональных линий не подходит в качестве осей координат лучше, чем любая другая пара»
Понятие гиперболической ортогональности возникло в аналитической геометрии с учетом сопряженных диаметров эллипсов и гипербол. Если g и g'  представляют собой угловые коэффициенты сопряженных диаметров, то {\displaystyle gg'=-{\frac {b^{2}}{a^{2}}}} в случае эллипса и {\displaystyle gg'={\frac {b^{2}}{a^{2}}}} в случае гиперболы. Если a = b, эллипс представляет собой окружность, сопряженные диаметры перпендикулярны, гипербола — прямоугольная, а сопряженные диаметры — гиперболически ортогональны.
В терминологии проективной геометрии операция взятия гиперболической ортогональной линии есть инволюция. Предположим, что угловой коэффициент вертикальной линии обозначен как ∞, тогда все линии имеют угловой коэффициент в проективно расширенной числовой прямой. Затем, в зависимости от того, какая из гипербол (A) или (B) используется, операция является примером гиперболической инволюции, где асимптота инвариантна.